# Glatt skivsnäcka
Glatt skivsnäcka (Gyraulus laevis) är en snäckart som först beskrevs av Joshua Alder 1838.  Glatt skivsnäcka ingår i släktet Gyraulus, och familjen posthornssnäckor. IUCN kategoriserar arten globalt som livskraftig. Enligt den svenska rödlistan är arten nära hotad i Sverige. Arten förekommer i Götaland och Svealand. Artens livsmiljö är våtmarker, sjöar och vattendrag.